# Огни на реке (фильм)
«Огни на реке» — советский приключенческий комедийный фильм, снятый в 1953 году режиссёром Виктором Эйсымонтом. Фильм снят по одноимённой повести известного советского писателя Николая Ивановича Дубова.

## Сюжет
Главный герой Костя — городской школьник, приехавший в гости к своему дяде на летние каникулы, который работает бакенщиком на Днепре. Для Кости, впервые оказавшегося в деревне, все кажется непривычным. Здесь иные правила, и ребята совсем другие. Мальчику придется постараться, чтобы подружиться с местными. Но Костя не растерялся и даже помог своему дяде предотвратить крушение теплохода. «Огни на реке» — детская киноповесть по мотивам произведений Николая Дубова.

## Съёмочная группа
- Сценарий Георгия Гребнера
- Текст пионерской песни Сергея Михалкова
- Постановка Виктора Эйсымонта
- Оператор — Бенцион Монастырский
- Композитор — Анатолий Лепин
- Художники — Борис Дуленков, Пётр Пашкевич

## В ролях
- Валерий Пастух — Костя
- Нина Шорина — Нюра
- Саша Копелев — Миша «Цыганок»
- Федя Северин — Тимка Тимофеев, «Арбузятник»
- Лёша Козловский — Егорка
- Виталий Доронин — Ефим Кондратьевич, отец Нюры
- Марк Бернес — старший помощник капитана
- Анна Литвинова — мама Кости

Картина снималась в городе Киеве и на реке Днепр в районе Триполья.